# Mohammed Abubakari
Mohammed Abubakari (Kumasi, Ghana, 15 de febrero de 1986) es un futbolista ghanés nacionalizado griego. Juega de mediocampista y su equipo actual es el BK Häcken de la Allsvenskan.

## Selección
Ha sido internacional Selección de Ghana en 2 ocasiones.

## Clubes
| Club             | País         | Año       | PJ | Goles |
| ---------------- | ------------ | --------- | -- | ----- |
| Feyenoord        | Países Bajos | 2005-2007 |    |       |
| Panserraikos     | Grecia       | 2007-2009 | 24 | 1     |
| PAOK Salónica FC | Grecia       | 2009-2010 | 1  | 0     |
| Levadiakos F.C.  | Grecia       | 2010      | 12 | 1     |
| Panserraikos     | Grecia       | 2011      | 9  | 0     |
| AE Larissas      | Grecia       | 2011      | 9  | 1     |
| Doxa Drama F. C. | Grecia       | 2012      | 20 | 0     |
| Åtvidabergs FF   | Suecia       | 2012-2014 | 58 | 4     |
| BK Häcken        | Suecia       | 2015-2018 | 77 | 2     |
| Helsingborgs IF  | Suecia       | 2018-     |    |       |